# 1963 en informatique
1962 en informatique - 1963 - 1964 en informatique
Cet article présente les principaux événements de 1963 dans le domaine informatique

## Événements
Invention de la souris,, présentée au public en 1968 par Douglas Engelbart du Stanford Research Institute après des tests d'utilisation basés sur le trackball. Elle a été améliorée par Jean-Daniel Nicoud à l'EPFL dès 1979 grâce à l'adjonction d'une boule et de capteurs ; il fabriqua la souris Depraz qui fut à l'origine de l'entreprise Logitech.